# Republikańska rebelia w Afganistanie
Republikańska rebelia w Afganistanie (zwana także konfliktem w Pandższirze) – konflikt zbrojny pomiędzy resztkami armii obalonej Islamskiej Republiki Afganistanu i lokalnym ruchem oporu, a Islamskim Emiratem Afganistanu (kontrolowanym przez talibów). Konflikt rozpoczął się 17 sierpnia 2021 po upadku Kabulu kończącym dwudziestoletnią wojnę w Afganistanie i objęciu przez Amrullaha Saleha prezydencji afgańskiej oraz jego zapowiedzi kontynuowania oporu. Dziesięć dni później obie strony ogłosiły zawieszenie broni i zgodziły się rozwiązać wszystkie problemy w drodze dialogu.

## Geneza
Była Islamska Republika Afganistanu sprawowała de facto kontrolę nad doliną Pandższir, która w dużej mierze przylega do prowincji Pandższir i od sierpnia 2021 do końca tego roku była „jedynym regionem niepodbitym przez talibów”.
Ludność doliny Pandższiru składa się w większości z etnicznych Tadżyków, podczas gdy większość talibów to Pasztunowie. Dolina jest dobrze znana ze swoich naturalnych mechanizmów obronnych. Otoczony górami Hindukusz, Pandższir nigdy nie padł łupem Sowietów podczas inwazji w latach 80., ani talibów podczas wojny domowej w 1990 roku.
17 sierpnia 2021 Amrullah Saleh – powołując się na postanowienia konstytucji Afganistanu – ogłosił się prezydentem Afganistanu z doliny Padższir i obiecał kontynuować operacje wojskowe przeciwko talibom. Jego pretensje do prezydentury poparli Ahmad Masud i minister obrony Islamskiej Republiki Afganistanu Bismillah Khan Mohammadi wraz z Ambasadą Islamskiej Republiki Afganistanu w Duszanbe. Mniej więcej w tym samym czasie resztki Afgańskiej Armii Narodowej zaczęły gromadzić się w dolinie Pandższir za namową Masuda wraz z miejscową ludnością cywilną, która odpowiedziała na jego wezwania mobilizacyjne.
23 sierpnia 2021 Masud nawiązał kontakt z anonimowymi amerykańskimi prawodawcami. 26 sierpnia 2021 r. talibowie i ruch oporu ogłosili zawieszenie broni. Rzecznik talibów Zajbatullah Mudżahid oświadczył, że prawdopodobieństwo uniknięcia wojny wynosi 80 proc.
29 sierpnia 2021 na polecenie talibów zamknięto usługi internetowe i telekomunikacyjne w całej prowincji Pandższiru. 3 września 2021 Talibowie ogłosili przejęcie kontroli nad wilajetem Pandższir, co zdementowały Narodowe Siły Oporu. W grudniu 2022 roku NRF nie kontrolowało już żadnego terytorium, ale nadal przeprowadzają ataki partyzanckie typu wojny podjazdowej.